# Howard Vaughton
Oliver Howard Vaughton (09 de janeiro de 1861 - 6 de janeiro de 1937) foi um futebolista Inglês internacional. Ele jogou como atacante no Aston Villa antes da Liga de Futebol ser formada entre 1880 e 1888. Ele fazia parte da primeira vitória do Villa final da FA Cup em 1887. Ele jogou em 26 partidas da FA Cup, marcando 15 gols.